# Ledena jama pri Kunču
Ledena jama pri Kunču (deutsch Kuntschner Eisgrotte) ist der Name einer Eishöhle im Höhenzug Kočevski Rog nahe Podstenice, Gemeinde Dolenjske Toplice, in der Unterkrain (Slowenien).

## Beschreibung
Die Höhle, auch Kuntscher Eisgrotte genannt, liegt auf einem breiten Waldrücken nordöstlich des verlassenen Dorfes Kunč auf dem Kočevski rog.
In einer breiten Vertiefung vor der Höhle befindet sich ein 5 × 6 m großer Eingang, der zu einem taschenförmigen Hohlraum führt. Dieser erweitert sich nach unten hin fächerförmig und erreicht eine Breite von 90 m und eine Höhe von 30 m. Entlang deutlich sichtbarer Verwerfungen entstand ein mächtiger unterirdischer Raum, an dem noch immer von Zeit zu Zeit Felsbrocken von der Decke einstürzen.
In der Höhle befindet sich ein typischer Gletscher, der entlang von Verwerfungsrissen entstanden ist und einer der größten auf dem Kočevski rog ist. Die Höhle liegt auf einer relativ hohen Höhe von über 700 m und aufgrund ihrer taschenartigen Struktur wird im Winter kalte Luft in ihr eingeschlossen, wo sie aufgrund mangelnder Belüftung das ganze Jahr über zurückgehalten wird. Das Eis in der Höhle beginnt bereits im Kies etwa 10 m vom Eingang entfernt.
Abhängig von der Schneefallmenge im Winter kann das Eis eine Dicke von mehreren Metern erreichen. Das durch die Decke eindringende Wasser erzeugt stellenweise große Eisstalaktiten.
Die Höhle beherbergt mehrere Arten endemischer Höhlenkäfer und ist seit 1992 als Naturdenkmal geschützt.
Infolge des Klimawandels nimmt die Eismenge deutlich ab.